# Peter Jacobson
Peter Jacobson (n. 24 martie 1965, Chicago, Illinois, SUA) este un actor american. El este cel mai bine cunoscut pentru portretizarea lui Dr. Chris Taub în serialul de drame medicale Fox House. De asemenea, a jucat în drama științifico-fantastică a USA Network, Colony, în rolul fostului Proxy Snyder.